# ホット・ファズ -俺たちスーパーポリスメン!-
『ホット・ファズ -俺たちスーパーポリスメン!-』（Hot Fuzz）は、2004年の『ショーン・オブ・ザ・デッド』に続くエドガー・ライト監督・脚本、サイモン・ペッグ脚本・主演作品。ブラック・コメディおよびアクションでありながらサスペンスの面を併せ持つ。ライト・ペッグ・フロスト・パークの関与する「スリー・フレーバー・コルネット3部作」第2作目に相当する。

## あらすじ
ロンドン警視庁のニコラス・エンジェルは、大学と警察学校でトップの成績を残し検挙率もトップのエリート警察官。ところが余りの有能さゆえに上司や同僚から妬まれ、田舎町サンドフォードに左遷させられてしまう。
ほとんど犯罪など起こらないサンドフォードでニコラスを待っていたのは、呑気でいいかげんな仲間たちと共に退屈な仕事に従事するばかりの日々。警視庁本庁と同じ調子で四角四面に働く彼は周囲と馴染めず、ここでも浮いた存在になっていく。
ある日、自動車死亡事故が起き同僚たちが粛々と後処理をする一方でニコラスは不可解さを隠せずにいられなかった。町ではその後も、邸宅がガス爆発で丸ごと消し飛ぶ、古い教会の外壁が崩れ落ち人の頭を直撃するなどの事故が発生する。
ニコラスはこれらのことを意図的な殺人事件と目論んで調査を進め、町の有力者や有志たちによる団体「近隣監視同盟」が彼らが町の品位を落とすと見なした人物の殺害を続けていたことを知る。
法を無視する監視同盟の存在に怒ったニコラスは銃器で武装をし、同じく武装した監視同盟のメンバーたちとアクション映画さながらの銃撃戦の末に一網打尽にする。
これで名を高めたニコラスは本庁への栄転を打診されたが断りサンドフォードでの勤務を続ける。そしてアクション映画のようにパトカーを操っているシーンで物語は終わる。

## キャスト
※括弧内は日本語吹替
- ニコラス・エンジェル巡査部長: サイモン・ペッグ（横島亘）
- ダニー・バターマン巡査: ニック・フロスト（茶風林）
- フランク・バターマン警部補（署長）: ジム・ブロードベント（西村知道）
- サイモン・スキナー: ティモシー・ダルトン（土師孝也）
- アンディ・ワインライト刑事: パディ・コンシダイン（鈴木貴征）
- ケネス警部: ビル・ナイ（野沢那智）
- ジョイス・クーパー: ビリー・ホワイトロー（滝沢ロコ）
- トム・ウィーバー: エドワード・ウッドワード（佐々木敏）
- ターナー巡査部長: ビル・ベイリー（佐藤晴男）
- アーサー・ウェブリー: デイビッド・ブラッドリー
- ティム・メッセンジャー: アダム・バクストン（英語版）（加藤亮夫）
- ドリス・サッチャー警部補: オリヴィア・コールマン
- ジョージ・マーチャント: ロン・クック
- ジェームズ・リーパー: ケネス・クラナム
- ロイ・ポーター: ピーター・ワイト（佐藤晴男）
- メアリー・ポーター: ジュリア・ディーキン
- トニー・フィッシャー巡査部長: ケヴィン・エルドン（岡野浩介）
- 首都警察巡査部長: マーティン・フリーマン（後藤敦）
- フィリップ・シューター師: ポール・フリーマン（塚田正昭）
- ボブ・ウォーカー警部補: カール・ジョンソン
- イヴ・ドレイパー: ルーシー・パンチ（樋口あかり）
- レスリー・タイラー: アン・レイド
- アンディ・カートライト警部補: レイフ・スポール
- マーティン・ブロワー: デイヴィッド・スレルフォール（後藤敦）
- ロビン・ハッチャー医師: スチュアート・ウィルソン（稲葉実）
- マイケル・アームストロング/ラーチ: ロリー・マッキャン

以下はカメオ出演
- ジャニーン: ケイト・ブランシェット（樋口あかり）
- サンタの格好をした泥棒: ピーター・ジャクソン
- デヴィッド・アーション: スティーヴ・クーガン（加藤亮夫）
- 棚積み作業員: エドガー・ライト

## スタッフ
- 監督: エドガー・ライト
- 製作: ニラ・パーク、ティム・ビーヴァン、エリック・フェルナー
- 脚本: エドガー・ライト、サイモン・ペッグ
- 製作総指揮: ナターシャ・ワートン
- ラインプロデューサー: ロナルド・ヴァスコンセロス
- 撮影監督: ジェス・ホール
- 美術: マーカス・ローランド
- 編集: クリス・ディケンズ
- 衣装: アニー・ハーディング
- ヘア・メイク: ジェイン・ウォーカー
- 音楽: デヴィッド・アーノルド
- 音楽監修: ニック・エンジェル
- キャスティング: ニーナ・ゴールド
- VFX: ダブル・ネガティブ

## 日本での劇場公開
2008年4月、映画ニュースサイトシネマトゥデイは、本作がギャガ・コミュニケーションズによって7月上旬より日本で劇場公開され、ライトの来日も決定していると報じ、数日後にはギャガからも発表された。ギャガや同サイトは、公開の実現を町山智浩らが呼びかけていたインターネット上の署名運動によるものとしている。
また、2020年7月10日から、カルチャヴィルの配給で、全国のTOHOシネマズ系列で再上映が決定した。

## 受賞
- 映画館大賞「映画館スタッフが選ぶ、2008年に最もスクリーンで輝いた映画」第38位

## その他
- フランク・バターマン署長役で出演したジム・ブロードベントはサイモン・ペッグ、エドガー・ライトによる前作『ショーン・オブ・ザ・デッド』を観て、「次回映画を撮るときに自分を使う気があるか?」とイギリスの映画賞である英国アカデミー賞のパーティーで自ら出演を志願した。
- 音楽の一部をロバート・ロドリゲスが手掛けている。
- ピーター・ジャクソン、ケイト・ブランシェット、イアン・ホルムらがカメオ出演している。
- 映画評論家の水野晴郎が生前最後に観た映画であり、「編集が面白い」と評した[4]。